# Lee Nguyen
Lee Nguyễn (wiet. Nguyễn Thế Anh, ur. 7 października 1986 w Richardson) – piłkarz amerykański pochodzenia wietnamskiego grający na pozycji ofensywnego pomocnika, zawodnik New England Revolution. W latach 2007–2016 reprezentant Stanów Zjednoczonych.

## Życiorys

### Kariera klubowa
Uważany za jeden z największy talentów w piłce nożnej Stanów Zjednoczonych Nguyen pochodzi z Teksasu. Swoją karierę rozpoczynał w klubie Dallas Texans, a następnie wyjechał na studia na Indiana University. Tam kopał piłkę w uniwersyteckiej drużynie Indiana University Hoosiers w lidze uniwersyteckiej o nazwie NCAA Soccer Championship. Grał na tyle dobrze, że dostał nagrodę „Freshman of The Year 2005” dla najlepszego pierwszoroczniaka ligi.
W styczniu 2006 Nguyen wyjechał na testy do holenderskiego PSV Eindhoven. Odbył dwie sesje treningowe pod okiem Guusa Hiddinka i niedługo potem podpisał 3,5 roczny kontrakt z klubem z Eindhoven. W Eredivisie zadebiutował 11 lutego w wygranym 1:0 meczu z Heraclesem Almelo (w 61. minucie zmienił rodaka, Damarcusa Beasleya). Był to jego jedyny mecz w sezonie 2005/2006, a z PSV wywalczył mistrzostwo Holandii. W sezonie 2006/2007 grał w rezerwach holenderskiego klubu i ani razu nie pojawił się na boiskach Eredivisie, nie miał więc udziału w zdobyciu drugiego z rzędu mistrzostwa Holandii.
W styczniu 2008 roku odszedł z PSV do duńskiego Randers FC. Pierwszy ligowy mecz zaliczył tam 20 marca 2008 przeciwko AGF (0:0). Przez rok w barwach Randers rozegrał 22 spotkania. W 2009 roku Nguyen podpisał kontrakt z wietnamskim Hoàng Anh Gia Lai, a w 2010 roku odszedł do Bình Dương FC. W 2012 roku został zawodnikiem New England Revolution. Następnie był zawodnikiem Los Angeles FC i Inter Miami CF.
8 września 2020 podpisał kontrakt z New England Revolution.

### Kariera reprezentacyjna
Karierę reprezentacyjną Nguyen rozpoczął od występów w reprezentacji USA U-18. Natomiast w 2005 roku został powołany do kadry U-20 na Mistrzostwa Świata U-20. Był tam jednak rezerwowym i zagrał w 2 meczach grupowych, a z USA odpadł w 1/8 finału po porażce 1:3 z Włochami.
W pierwszej reprezentacji Stanów Zjednoczonych 3 czerwca 2007 w wygranym 4:1 towarzyskim pojedynku z Chinami. W tym samym roku został powołany do kadry na Copa América. Wystąpił na nim meczach z Paragwajem (1:3) i Kolumbią (0:1). Tamten turniej zespół USA zakończył na fazie grupowej.

## Statystyki

### Klubowe
| Sezon   | Klub                   | Kraj              | Rozgrywki   | Mecze | Bramki |
| ------- | ---------------------- | ----------------- | ----------- | ----- | ------ |
| 2005/06 | PSV Eindhoven          | Holandia          | Eredivisie  | 1     | 0      |
| 2006/07 | PSV Eindhoven          | Holandia          | Eredivisie  | 0     | 0      |
| 2007/08 | PSV Eindhoven          | Holandia          | Eredivisie  | 0     | 0      |
| 2007/08 | Randers FC             | Dania             | Superligaen | 13    | 0      |
| 2008/09 | Randers FC             | Dania             | Superligaen | 9     | 0      |
| 2009    | Hoàng Anh Gia Lai      | Wietnam           | V-League    | 19    | 9      |
| 2010    | Bình Dương FC          | Wietnam           | V-League    | 10    | 0      |
| 2011    | Bình Dương FC          | Wietnam           | V-League    | 5     | 2      |
| 2012    | New England Revolution | Stany Zjednoczone | MLS         | 30    | 5      |
| 2013    | New England Revolution | Stany Zjednoczone | MLS         | 35    | 4      |
| 2014    | New England Revolution | Stany Zjednoczone | MLS         | 37    | 20     |
| 2015    | New England Revolution | Stany Zjednoczone | MLS         | 33    | 7      |
| 2016    | New England Revolution | Stany Zjednoczone | MLS         | 33    | 6      |
| 2017    | New England Revolution | Stany Zjednoczone | MLS         | 31    | 11     |
| 2018    | New England Revolution | Stany Zjednoczone | MLS         | 0     | 0      |
| 2018    | Los Angeles FC         | Stany Zjednoczone | MLS         |       |        |